# Undecà
L'undecà és un hidrocarbur alcà líquid i la seva fórmula química és CH₃(CH₂)9CH₃ o {\displaystyle {\ce {C11H24}}}. És utilitzat com a atraient per a alguns tipus d'arnes i blatodeus, i un senyal d'alerta per diverses espècies de formigues. Té 159 isòmers.

## Reaccions

### Combustió
La reacció de combustió de l'undecà seria:
{\displaystyle C_{11}H_{24}+5O_{2}\to 11CO_{2}+12H_{2}O}